# Sara Bard Field
Sara Bard Field, född 1 september 1882 i Cincinnati, Ohio, död 15 juni 1974 i Berkeley, Kalifornien, var en amerikansk feminist och poet.

## Biografi
Sara Bard Field var dotter till Annie och George Bard Field. Hon växte upp i Detroit tillsammans med tre systrar och en bror.
Field anslöt sig till rörelsen för kvinnlig rösträtt 1910 och organiserade den delstatskampanj, varigenom kvinnorna i Oregon erhöll rösträtt 1912. År 1914 anslöt hon sig till Congressional Union for Woman Suffrage. År 1915 framförde hon en petition om kvinnlig rösträtt och överlämnade den 15 december samma år en namninsamling med 500 000 underskrifter till stöd för hennes krav till president Woodrow Wilson. Hon hade då tillsammans med de två svenska immigranterna Maria Kindberg och Ingeborg Kindstedt kört över kontinenten. Hon deltog i grundandet av National Woman's Party och var även aktiv pacifist, men till följd av ett nervsammanbrott och hennes sons bortgång upphörde hennes politiska aktivism. Hon var därefter i huvudsak verksam som poet.